# Contratto (film 1980)
Contratto (Kontrakt) è un film per la televisione del 1980 diretto da Krzysztof Zanussi.